# Консіново
Консіново (пол. Kąsinowo, нім. Kosenfeld) — село в Польщі, у гміні Шамотули Шамотульського повіту Великопольського воєводства.
Населення — 287 осіб (2011).
У 1975-1998 роках село належало до Познанського воєводства.

## Демографія
Демографічна структура станом на 31 березня 2011 року:
|          | Загалом | Допрацездатний вік | Працездатний вік | Постпрацездатний вік |
| -------- | ------- | ------------------ | ---------------- | -------------------- |
| Чоловіки | 141     | 33                 | 100              | 8                    |
| Жінки    | 146     | 35                 | 86               | 25                   |
| Разом    | 287     | 68                 | 186              | 33                   |